# 马家利 (1957年)
马家利（1957年7月—），男，汉族，浙江绍兴人，中华人民共和国军事人物，中国人民解放军少将，曾任中共江西省委常委、江西省军区政治委员，上海警备区政治委员。